# Danh sách phim và chương trình truyền hình của Apink
Apink (hangul: 에이핑크, tiếng Nhật: エーピンク) là một nhóm nhạc nữ Hàn Quốc thành lập năm 2011, trực thuộc công ty giải trí Plan A Entertainment. Nhóm nhạc gồm Park Chorong, Yoon Bomi, Jung Eunji, Son Naeun, Kim Namjoo và Oh Hayoung.
Ngoài hoạt động âm nhạc, nhóm còn tham gia các chương trình truyền hình cũng như tham gia diễn xuất trong các bộ phim sau.

## Truyền hình thực tế
| Năm       | Kênh            | Chương trình              | Thành viên | Ghi chú | Số tập |
| --------- | --------------- | ------------------------- | ---------- | ------- | ------ |
| 2011      | TrendE          | Apink News                | Tất cả     | [ 2 ]   | 12     |
| 2011-2012 | KBS             | Birth of Family           | Tất cả     | [ 2 ]   |        |
| 2012      | TrendE          | Apink News Season 2       | Tất cả     | [ 2 ]   | 12     |
| 2012      | TrendE          | Apink News Season 3       | Tất cả     | [ 2 ]   | 13     |
| 2014      | MBC Every1      | Apink's Showtime          | Tất cả     | [ 3 ]   | 8      |
| 2016      | V Live          | Apink's Extreme Adventure | Tất cả     | [ 4 ]   | 8      |
| 2017      | V Live Channel+ | Find X - Pink             | Tất cả     | [ 5 ]   | 8      |
| 2017      | V Live Channel+ | Put Your Hands Up         | Tất cả     | [ 6 ]   | 10     |
| 2018      |                 | Racing Star               | Tất cả     |         | 22     |
| 2019      | V Live Channel+ | Everybody Ready?          | Tất cả     |         | 6      |

## Phim điện ảnh
| Năm  | Tựa đề                                     | Thành viên   | Vai diễn      | Ghi chú                        |
| ---- | ------------------------------------------ | ------------ | ------------- | ------------------------------ |
| 2012 | Marrying The Mafia 5: Return Of The Family | Son Naeun    | Eun Hee-jae   | Vai phụ                        |
| 2013 | The Miracle                                | Son Naeun    | Tae Gong-shil | Vai chính                      |
| 2013 | Saving Santa                               | Jung Eunji   | Shiny         | Lồng tiếng phiên bản tiếng Hàn |
| 2017 | Ozzy                                       | Jung Eunji   | Carrie        | Lồng tiếng phiên bản tiếng Hàn |
| 2018 | The Wrath                                  | Son Naeun    |               | Vai chính                      |
| 2018 | 0.0mHz                                     | Jung EunJi   |               | Vai chính                      |
| 2020 | Delinquent Family                          | Park Chorong |               | Vai chính                      |

## Phim truyền hình
| Năm  | Kênh  | Tựa đề                          | Thành viên   | Vai diễn              | Ghi chú   |
| ---- | ----- | ------------------------------- | ------------ | --------------------- | --------- |
| 2011 | KBS2  | Gia đình yêu thương             | Park Chorong | Chorong               | Vai phụ   |
| 2012 | tvN   | Hồi đáp 1997                    | Jung Eunji   | Sung Si-won           | Vai chính |
| 2012 | tvN   | Hồi đáp 1997                    | Park Chorong | Lee Il-hwa thời trẻ   | Khách mời |
| 2012 | tvN   | Hồi đáp 1997                    | Yoon Bomi    | Moon Jung-mi thời trẻ | Khách mời |
| 2012 | JTBC  | Childless Comfort               | Son Naeun    | Oh Soo-mi             | Vai phụ   |
| 2012 | SBS   | The Great Seer                  | Son Naeun    | Hae-in thời trẻ       | Vai phụ   |
| 2012 | SBS   | Salamander Guru And The Shadows | Son Naeun    | Lee Tae-eun           | Vai phụ   |
| 2013 | SBS   | Gió đông năm ấy                 | Jung Eunji   | Moon Hee-seon         | Vai phụ   |
| 2013 | tvN   | Hồi đáp 1994                    | Jung Eunji   | Sung Si-won           | Khách mời |
| 2014 | KBS2  | Trot Lovers                     | Jung Eunji   | Choi Choon-hee        | Vai chính |
| 2014 | tvN   | Plus Nine Boys                  | Park Chorong | Han Soo-ah/Bong-sook  | Vai phụ   |
| 2015 | tvN   | Second Time Twenty Years Old    | Son Naeun    | Oh Hye-mi             | Vai phụ   |
| 2015 | KBS2  | Vũ điệu tuổi trẻ                | Jung Eunji   | Kang Yeon-doo         | Vai chính |
| 2016 | tvN   | Lọ Lem và bốn chàng hiệp sĩ     | Son Naeun    | Park Hye-ji           | Vai phụ   |
| 2017 | KBS2  | Find Her                        | Oh Hayoung   | Go Ha-young           | Vai phụ   |
| 2017 | tvN   | Because This is My First Life   | Yoon Bomi    | Yoon Bo-mi            | Vai phụ   |
| 2017 | JTBC  | Untouchable                     | Jung Eunji   | Seo Yi-ra             | Vai chính |
| 2019 | SBS   | Farming Academy                 | Yoon Bomi    | Kang Han-Byul         | Vai chính |
| 2021 | TVING | Work Late Drink Now             | Jung Eunji   | Kang Ji-Gu            | Vai chính |
| 2022 | tvn   | Blind                           | Jung Eunji   | Jo Eun Gi             | vai chính |

## Web Drama
| Năm  | Trang Web     | Tựa đề                      | Thành viên   | Vai diễn    | Ghi chú   |
| ---- | ------------- | --------------------------- | ------------ | ----------- | --------- |
| 2015 | Naver TV Cast | Love Detective Sherlock K   | Yoon Bomi    | Yuna        | Vai chính |
| 2015 | Naver TV Cast | Investigator Alice          | Kim Namjoo   | Chun Yunjoo | Vai chính |
| 2016 | Naver TV Cast | Investigator Alice Season 2 | Kim Namjoo   | Chun Yunjoo | Vai chính |
| 2017 | Naver TV Cast | Mischievous Detectives      | Kim Namjoo   | Oh Jinkyung | Vai chính |
| 2017 | Naver TV Cast | Special Law of Romance      | Park Chorong | Seo Jihye   | Vai chính |
| 2018 | Naver TV Cast | Love In Memory              | Oh Hayoung   | Yoo Hari    | Vai chính |
| 2018 | Naver TV Cast | Mischievous Detectives 2    | Kim Namjoo   | Oh Jinkyung | Vai chính |
| 2020 |               | Phantom - The secret agent  | Yoon Bomi    | Minjoo      | Vai chính |

## Chương trình giải trí

### Năm 2011 - 2013
| Năm  | Kênh       | Chương trình                      | Thành viên                                               | Vai trò                               | Ghi chú                                                    |
| ---- | ---------- | --------------------------------- | -------------------------------------------------------- | ------------------------------------- | ---------------------------------------------------------- |
| 2011 | MBC        | Idol Star Athletics Championships | Tất cả                                                   | Vận động viên                         | Tập mừng lễ Trung Thu                                      |
| 2011 | KBS2       | Birth Of A Family                 | Tất cả                                                   | Thành viên chính thức                 | Với INFINITE                                               |
| 2011 | SBS        | Challenge 1000 Song               | Yoon Bomi, Jung Eunji, Son Naeun, Kim Namjoo, Oh Hayoung | Khách mời                             |                                                            |
| 2012 | MBC        | Idol Star Athletics Championships | Tất cả                                                   | Vận động viên                         | Tập mừng năm mới                                           |
| 2012 | MBC        | Idol Star Athletics Championships | Tất cả                                                   | Vận động viên                         | Tập mừng lễ Trung Thu                                      |
| 2012 | MBC        | Exploration Of Genders            | Jung Eunji                                               | Khách mời                             |                                                            |
| 2012 | KBS2       | Idol Crown Prince Chuseok Special | Jung Eunji                                               | Khách mời                             |                                                            |
| 2012 | KBS2       | Sponge Zero                       | Yoon Bomi, Son Naeun, Kim Namjoo                         | Khách mời                             |                                                            |
| 2012 | KBS2       | KBS Atheltics Competition         | Yoon Bomi                                                | Khách mời                             | Với B1A4 Baro, After School Nana, Teen Top Niel, NS Yoon-G |
| 2012 | MBC Every1 | Weekly Idol                       | Tất cả                                                   | Khách mời                             |                                                            |
| 2012 | SBS        | Challenge 1000 Song               | Jung Eunji                                               | Khách mời                             | [ 24 ]                                                     |
| 2012 | SBS        | Strong Heart                      | Jung Eunji                                               | Khách mời                             | [ 25 ]                                                     |
| 2013 | MBC        | We Got Married                    | Son Naeun                                                | Thành viên chính thức                 | Với Shinee Taemin                                          |
| 2013 | MBC        | We Got Married                    | Jung Eunji, Kim Namjoo                                   | Khách mời                             | [ 27 ] [ 28 ]                                              |
| 2013 | MBC        | Idol Star Athletics Championships | Tất cả                                                   | Vận động viên                         | Tập mừng năm mới                                           |
| 2013 | MBC        | Idol Star Athletics Championships | Tất cả                                                   | Vận động viên                         | Tập mừng lễ Trung Thu                                      |
| 2013 | MBC        | Quiz To Change The World          | Jung Eunji                                               | Người dẫn chương trình                | [ 30 ]                                                     |
| 2013 | MBC Every1 | Weekly Idol                       | Yoon Bomi                                                | Người dẫn chương trình (đến năm 2015) | [ 31 ]                                                     |
| 2013 | MBC Every1 | Weekly Idol                       | Tất cả                                                   | Khách mời                             |                                                            |
| 2013 | MBC Every1 | KOICA dream                       | Park Chorong                                             | Khách mời                             | Tập 325                                                    |
| 2013 | KBS2       | Happy Together                    | Jung Eunji                                               | Khách mời                             | [ 32 ]                                                     |
| 2013 | KBS2       | Hello Counselor                   | Park Chorong, Jung Eunji                                 | Khách mời                             | [ 33 ]                                                     |
| 2013 | KBS2       | 2 Days 1 Night                    | Tất cả                                                   | Khách mời                             | Tập: Campus 24 hours Part.3 & Chasing after women's hearts |
| 2013 | KBS2       | You Hee Yeol's Sketchbook         | Tất cả                                                   | Khách mời                             | [ 35 ]                                                     |
| 2013 | KBS2       | Escaping Danger Number 1          | Yoon Bomi, Son Naeun                                     | Khách mời                             | [ 36 ]                                                     |
| 2013 | K STAR     | Gourmet Road                      | Park Chorong, Yoon Bomi, Jung Eunji                      | Khách mời                             |                                                            |
| 2013 | SBS        | Running Man                       | Jung Eunji, Son Naeun                                    | Khách mời                             | Tập 162                                                    |
| 2013 | SBS        | Barefoot Friends                  | Jung Eunji                                               | Khách mời                             | [ 38 ] [ 39 ]                                              |
| 2013 | SBS        | Challenge 1000 Song               | Yoon Bomi, Jung Eunji, Kim Namjoo                        | Khách mời                             |                                                            |

### Năm 2014 - 2015
| Năm  | Kênh       | Chương trình                       | Thành viên                                    | Vai trò                               | Ghi chú                                               |
| ---- | ---------- | ---------------------------------- | --------------------------------------------- | ------------------------------------- | ----------------------------------------------------- |
| 2014 | SBS        | Running Man                        | Yoon Bomi, Son Naeun                          | Khách mời                             | Tập: 202, 203                                         |
| 2014 | SBS        | Running Man                        | Jung Eunji                                    | Khách mời                             | Tập: 218                                              |
| 2014 | SBS        | Challenge 1000 Song                | Yoon Bomi, Jung Eunji, Kim Namjoo, Oh Hayoung | Khách mời                             | [ 43 ]                                                |
| 2014 | SBS        | Oh! My Baby                        | Tất cả                                        | Khách mời                             | [ 44 ]                                                |
| 2014 | KBS2       | Cool Kiz On The Block              | Yoon Bomi                                     | Khách mời                             | Tập: The Last Taekwondo Story                         |
| 2014 | KBS2       | Human Condition                    | Tất cả                                        | Khách mời                             | [ 46 ]                                                |
| 2014 | KBS2       | Let's Go! Dream Team II            | Yoon Bomi, Kim Namjoo                         | Khách mời                             | Tập: Girl Group Bubble Suit Championship              |
| 2014 | KBS2       | Hello Counselor                    | Yoon Bomi, Son Naeun, Kim Namjoo, Oh Hayoung  | Khách mời                             | [ 48 ]                                                |
| 2014 | KBS2       | Hello Counselor                    | Jung Eunji, Kim Namjoo                        | Khách mời                             | [ 49 ]                                                |
| 2014 | KBS2       | Full House                         | Yoon Bomi, Jung Eunji                         | Khách mời                             | [ 50 ]                                                |
| 2014 | KBS2       | 1 Vs. 100                          | Son Naeun                                     | Khách mời                             | [ 51 ]                                                |
| 2014 | KBS2       | Crisis Escape No. 1                | Son Naeun                                     | Khách mời                             | [ 52 ]                                                |
| 2014 | KBS2       | I'm A Man                          | Jung Eunji                                    | Khách mời                             | [ 53 ]                                                |
| 2014 | KBS2       | Immortal Song                      | Jung Eunji                                    | Khách mời                             | [ 54 ]                                                |
| 2014 | KBS2       | Gag Concert                        | Jung Eunji                                    | Khách mời                             | [ 55 ]                                                |
| 2014 | KBS2       | You Hee Yeol's Sketchbook          | Tất cả                                        | Khách mời                             | [ 56 ]                                                |
| 2014 | KBS2       | 2 Days 1 Night                     | Tất cả                                        | Khách mời                             | Tập: First Anniversary Party (Part.1)                 |
| 2014 | MBC Every1 | Weekly Idol                        | Tất cả                                        | Khách mời                             | [ 58 ]                                                |
| 2014 | MBC        | We Got Married - Global Edition    | Park Chorong, Yoon Bomi, Jung Eunji           | Khách mời                             | [ 59 ]                                                |
| 2014 | MBC        | Quiz To Change The World           | Jung Eunji                                    | Khách mời                             | [ 60 ]                                                |
| 2014 | MBC        | Four Guys One Girl                 | Jung Eunji                                    | Khách mời                             | [ 61 ]                                                |
| 2014 | MBC        | Idol Star Athletics Championships  | Tất cả                                        | Vận động viên                         | Tập mừng năm mới                                      |
| 2014 | MBC        | Idol Star Athletics Championships  | Tất cả                                        | Vận động viên                         | Tập mừng lễ Trung Thu                                 |
| 2014 | MBC        | Infinity Challenge                 | Tất cả                                        | Khách mời                             | [ 62 ]                                                |
| 2014 | MBC        | Show! Music Core                   | Yoon Bomi                                     | Người dẫn chương trình                | [ 63 ]                                                |
| 2014 | Mnet       | Beatles Code 3D                    | Tất cả                                        | Khách mời                             | [ 64 ]                                                |
| 2015 | SBS        | Running Man                        | Yoon Bomi                                     | Khách mời                             | Tập 255                                               |
| 2015 | MBC        | Real Man                           | Yoon Bomi                                     | Thành viên chính thức                 | Tập 89                                                |
| 2015 | MBC        | Idol Star Athletics Championships  | Tất cả                                        | Vận động viên                         | Tập mừng năm mới                                      |
| 2015 | MBC        | Idol Star Athletics Championships  | Tất cả                                        | Vận động viên                         | Tập mừng lễ Trung Thu                                 |
| 2015 | MBC        | Show! Music Core                   | Yoon Bomi                                     | Người dẫn chương trình                | [ 67 ]                                                |
| 2015 | MBC        | Great Expectations Chuseok Special | Yoon Bomi                                     | Khách mời                             | [ 68 ]                                                |
| 2015 | MBC        | My Little Television               | Kim Namjoo                                    | Khách mời                             | [ 69 ]                                                |
| 2015 | MBC        | Duet Song Festival                 | Kim Namjoo                                    | Khách mời                             | [ 70 ]                                                |
| 2015 | MBC        | King Of Masked Singer              | Jung Eunji                                    | Khách mời                             | Tập: 11, 12                                           |
| 2015 | MBC        | King Of Masked Singer              | Kim Namjoo                                    | Khách mời                             | Tập: 39                                               |
| 2015 | JTBC       | Two Yoo Project Sugar Man          | Yoon Bomi, Kim Namjoo                         | Khách mời                             | Tập 1                                                 |
| 2015 | JTBC       | Going To School                    | Jung Eunji, Kim Namjoo                        | Khách mời                             | Eunji: Tập 53 - 56 Namjoo: Tập 63 - 65                |
| 2015 | MBC Every1 | Weekly Idol                        | Yoon Bomi                                     | Khách mời                             | Tập: 231, 260                                         |
| 2015 | MBC Every1 | Weekly Idol                        | Oh Hayoung                                    | Người dẫn chương trình (đến năm 2016) | [ 75 ]                                                |
| 2015 | MBC Every1 | Weekly Idol                        | Tất cả                                        | Khách mời                             | [ 76 ] [ 77 ]                                         |
| 2015 | MBC Music  | Show Champion                      | Park Chorong, Oh Hayoung                      | Người dẫn chương trình                | [ 78 ]                                                |
| 2015 | KBS2       | Cool Kiz On The Block              | Park Chorong                                  | Khách mời                             | Tập: Self Defense Skills and the Third Official Match |
| 2015 | KBS2       | Hello Counselor                    | Jung Eunji, Oh Hayoung                        | Khách mời                             | [ 80 ]                                                |
| 2015 | KBS2       | 1 Vs. 100                          | Jung Eunji                                    | Khách mời                             | [ 81 ]                                                |
| 2015 | KBS2       | 2 Days 1 Night                     | Tất cả                                        | Khách mời                             | Tập: Hot Night Special (Part 1, Part 3)               |
| 2015 | KBS2       | You Hee Yeol's Sketchbook          | Tất cả                                        | Khách mời                             | [ 84 ]                                                |

### Năm 2016 - 2017
| Năm  | Kênh       | Chương trình                         | Thành viên                                                 | Vai trò                | Ghi chú                       |
| ---- | ---------- | ------------------------------------ | ---------------------------------------------------------- | ---------------------- | ----------------------------- |
| 2016 | JTBC       | Abnormal Summit                      | Jung Eunji                                                 | Khách mời              | [ 85 ]                        |
| 2016 | JTBC       | Two Yoo Project Sugar Man            | Jung Eunji                                                 | Khách mời              | Tập 19                        |
| 2016 | JTBC       | Two Yoo Project Sugar Man            | Yoon Bomi                                                  | Khách mời              | Tập 33                        |
| 2016 | JTBC       | We Will Eat Well                     | Yoon Bomi                                                  | Khách mời              | [ 88 ]                        |
| 2016 | KBS2       | Cool Kiz On The Block                | Yoon Bomi                                                  | Khách mời              | Tập: Celebrity Ping Pong King |
| 2016 | KBS2       | Hello Counselor                      | Jung Eunji, Son Naeun                                      | Khách mời              | [ 90 ]                        |
| 2016 | KBS2       | Hello Counselor                      | Park Chorong, Kim Namjoo                                   | Khách mời              | [ 91 ]                        |
| 2016 | KBS2       | Hello Counselor                      | Oh Hayoung                                                 | Khách mời              | [ 92 ]                        |
| 2016 | KBS2       | Battle Trip                          | Yoon Bomi, Jung Eunji                                      | Khách mời              | [ 93 ]                        |
| 2016 | KBS2       | Hello Friends                        | Tất cả                                                     | Khách mời              | [ 94 ]                        |
| 2016 | KBS2       | Immortal Song                        | Jung Eunji                                                 | Khách mời              | [ 95 ]                        |
| 2016 | KBS2       | Happy Together                       | Jung Eunji, Kim Namjoo                                     | Khách mời              | [ 96 ]                        |
| 2016 | KBS2       | You Hee Yeol's Sketchbook            | Tất cả                                                     | Khách mời              | [ 97 ]                        |
| 2016 | Mnet       | Yang And Nam Show                    | Park Chorong, Kim Namjoo                                   | Khách mời              | [ 98 ]                        |
| 2016 | Mnet       | Karaoke On Fire                      | Jung Eunji                                                 | Khách mời              | [ 99 ]                        |
| 2016 | MBC        | King Of Masked Singer                | Yoon Bomi                                                  | Khách mời              | [ 100 ]                       |
| 2016 | MBC        | My Little Television                 | Jung Eunji                                                 | Khách mời              | [ 101 ]                       |
| 2016 | MBC        | My Little Television                 | Yoon Bomi                                                  | Khách mời              | [ 102 ]                       |
| 2016 | MBC        | We Got Married                       | Yoon Bomi                                                  | Thành viên chính thức  | Với Choi Taejoon              |
| 2016 | MBC        | We Got Married                       | Kim Namjoo                                                 | Khách mời              |                               |
| 2016 | MBC        | Idol Star Athletics Championships    | Tất cả                                                     | Vận động viên          | Tập mừng năm mới              |
| 2016 | MBC        | Idol Star Athletics Championships    | Tất cả                                                     | Vận động viên          | Tập mừng lễ Trung Thu         |
| 2016 | MBC        | Duet Song Festival                   | Jung Eunji                                                 | Khách mời              | [ 104 ] [ 105 ]               |
| 2016 | K STAR     | Gourmet Road Season 2                | Yoon Bomi, Kim Namjoo                                      | Người dẫn chương trình | [ 106 ]                       |
| 2016 | SBS        | Law Of The Jungle                    | Oh Hayoung                                                 | Thành viên chính thức  | [ 107 ]                       |
| 2016 | SBS        | Baek Jong Won's Three Great Emperors | Jung Eunji                                                 | Khách mời              | [ 108 ]                       |
| 2016 | SBS        | Healing Camp                         | Jung Eunji                                                 | Khách mời              | [ 109 ]                       |
| 2016 | SBS        | First Pitch King Tomorrow            | Yoon Bomi                                                  | Khách mời              | [ 110 ]                       |
| 2016 | SBS        | Flower Crew                          | Jung Eunji, Oh Hayoung                                     | Khách mời              | [ 111 ]                       |
| 2016 | MBC Every1 | Weekly Idol                          | Tất cả                                                     | Khách mời              | [ 112 ]                       |
| 2016 | MBC Every1 | Star Show 360                        | Tất cả                                                     | Khách mời              | [ 113 ]                       |
| 2017 | KBS2       | You Hee Yeol's Sketchbook            | Yoon Bomi, Jung Eunji                                      | Khách mời              | [ 114 ]                       |
| 2017 | KBS2       | You Hee Yeol's Sketchbook            | Jung Eunji                                                 | Khách mời              | [ 115 ]                       |
| 2017 | KBS2       | You Hee Yeol's Sketchbook            | Tất cả                                                     | Khách mời              |                               |
| 2017 | KBS2       | Girl Group Battle                    | Park Chorong, Yoon Bomi, Son Naeun, Kim Namjoo, Oh Hayoung | Khách mời              | [ 116 ]                       |
| 2017 | KBS2       | Happy Together                       | Yoon Bomi                                                  | Khách mời              | [ 117 ]                       |
| 2017 | KBS2       | Happy Together                       | Jung Eunji                                                 | Khách mời              | [ 118 ]                       |
| 2017 | MBC        | Idol Star Athletics Championships    | Jung Eunji                                                 | Người dẫn chương trình | Tập mừng năm mới              |
| 2017 | MBC        | Duet Song Festival                   | Jung Eunji                                                 | Khách mời              | [ 120 ]                       |
| 2017 | MBC        | Secretly Greatly                     | Jung Eunji                                                 | Khách mời              | [ 121 ]                       |
| 2017 | MBC        | We Got Married                       | Kim Namjoo                                                 | Khách mời              | [ 122 ]                       |
| 2017 | MBC        | Secret Variety Training Institute    | Yoon Bomi                                                  | Thành viên chính thức  | [ 123 ]                       |
| 2017 | MBC        | Magudan                              | Yoon Bomi                                                  | Thành viên chính thức  | [ 124 ]                       |
| 2017 | SBS        | Scene Stealer                        | Jung Eunji, Oh Hayoung                                     | Khách mời              | [ 125 ]                       |
| 2017 | SBS        | Running Man                          | Yoon Bomi                                                  | Khách mời              | [ 126 ]                       |
| 2017 | SBS        | Running Man                          | Son Naeun, Oh Hayoung                                      | Khách mời              | [ 127 ]                       |
| 2017 | SBS        | Running Man                          | Son Naeun                                                  | Khách mời              |                               |
| 2017 | SBS        | J.Y. Park's Party People             | Tất cả                                                     | Khách mời              | [ 128 ]                       |
| 2017 | SBS        | Law Of The Jungle                    | Jung Eunji                                                 | Thành viên chính thức  | [ 129 ]                       |
| 2017 | Olive      | One Night Food Trip                  | Park Chorong                                               | Thành viên chính thức  | [ 130 ]                       |
| 2017 | Mnet       | Golden Tambourine                    | Kim Namjoo                                                 | Khách mời              | [ 131 ]                       |
| 2017 | JTBC       | Hip Hop Nation Season 2              | Kim Namjoo                                                 | Khách mời              | [ 132 ]                       |
| 2017 | JTBC       | Crime Scene Season 3                 | Jung Eunji                                                 | Thành viên chính thức  | [ 133 ]                       |
| 2017 | JTBC       | Knowing Brothers                     | Tất cả                                                     | Khách mời              | [ 134 ]                       |
| 2017 | JTBC       | Let's Eat Dinner Together            | Jung Eunji, Son Naeun                                      | Khách mời              | [ 135 ]                       |
| 2017 | SBS funE   | The Show Fan PD                      | Kim Namjoo                                                 | Người dẫn chương trình | [ 136 ]                       |
| 2017 | Channel A  | Oh Cool Guy                          | Park Chorong, Yoon Bomi                                    | Khách mời              | [ 137 ]                       |
| 2017 | MBC Every1 | Weekly idol                          | Tất cả - Tập 309                                           | Khách mời              |                               |
| 2017 | MBC Every1 | Weekly idol                          | Son Naeun, Kim Namjoo, Oh Hayoung                          | Khách mời              | Tập 324                       |
| 2017 | 1theK      | VICTON's Born Identity               | Park Chorong, Yoon Bomi, Kim Namjoo, Oh Hayoung            | Khách mời              | Tập 1, 2                      |
| 2017 | tvN        | Wednesday Food Talk                  | Park Chorong, Son Naeun                                    | Khách mời              | [ 139 ]                       |
| 2017 | tvN        | SNL                                  | Tất cả                                                     | Khách mời              | [ 140 ]                       |
| 2017 | SBS        | Master key                           | Park Chorong                                               | Khách mời              |                               |
| 2017 | XTM        | Game Man Lab                         | Oh Hayoung                                                 | Khách mời              | [ 141 ]                       |

### Năm 2018
| Năm  | Kênh       | Chương trình                      | Thành viên               | Vai trò   | Ghi chú     |
| 2018 | JTBC       | Knowing Bros                      | Tất cả                   | Khách mời | Tập 134     |
| 2018 | JTBC       | Idol Room                         | Tất cả                   | Khách mời | Tập 9       |
| 2018 | MBC Every1 | Weekly Idol                       | Tất cả                   | Khách mời | Tập 365     |
| 2018 | JTBC4      | Secret Unnie                      | Oh Hayoung               | Khách mời | Tập 13-19   |
| 2018 | SBS        | Law Of The Jungle                 | Kim Namjoo               | Khách mời | tập 325-333 |
| 2018 | MBC        | King Of Masked Singer             | Park Chorong, Yoon Bomi  | Khách mời | Tập 165-166 |
| 2018 | MBC        | Radio Star                        | Son Naeun                | Khách mời | Tập 576     |
| 2018 | KBS World  | K-Rush 3                          | Tất cả                   | Khách mời |             |
| 2018 | TvN        | Life Bar                          | Park Chorong, Jung Eunji | Khách mời | Tập 78      |
| 2018 | MBC        | Idol Star Athletics Championships | Yoon Bomi, Oh Hayoung    | Khách mời |             |
| 2018 | Netflix    | YG Electronics                    | �Tất cả                  | Khách mời |             |

| Năm  | Kênh                            | Chương trình              | Thành viên                                    | Vai trò      | Ghi chú     |
| 2019 | 1 TheK                          | Star Meme Chat            | tất cả                                        | Khách mời    |             |
| 2019 | Mnet                            | TMI News                  | tất cả                                        | BoMi là host | Tập 4       |
| 2019 | SBS                             | Running Man               | tất cả                                        | Khách mời    | Tập 433     |
| 2019 | SBS                             | Running Man               | tất cả                                        | Khách mời    | Tập 458-459 |
| 2019 | SBS                             | Running Man               | tất cả                                        | Khách mời    | Tập 467-469 |
| 2019 | JTBC                            | Idol Room                 | Chorong, Bomi, Eụnii đến hỗ trợ cho Hayoungie | Khách mời    | Tập 65      |
| 2020 | Mnet                            | I Can See Your Voice 7    | tất cả                                        | Khách mời    | Tập 4       |
| 2020 |                                 | My Little Old Boys        | Chorong, Bomi, Naeun, Namjoo, Hayoung         | Khách mời    | Tập 182     |
| 2020 | 문명특급 - MMTG Youtube Channel | Civilization Express      | tất cả                                        | Khách mời    | Tập 106-107 |
| 2020 | SBS KPOP                        | Shindong Gayo             | tất cả                                        | Khách mời    |             |
| 2020 | STATV                           | Idols League 2            | JOJIRONG debut                                | Khách mời    |             |
| 2020 | 1 TheK                          | Idol Tour                 | tất cả                                        | Khách mời    |             |
| 2020 | PChome 24h購物 Youtube Channel  | Amazing KPop Concert      | tất cả                                        | Khách mời    |             |
| 2021 | 1 TheK                          | Idol's Cafe               | Bomi, Namjoo, Hayoung                         | Khách mời    |             |
| 2022 | Mobidic Youtube Channel         | Showterview with Jessi    | tất cả                                        |              | Tập 85      |
| 2022 | 1 TheK                          | IDDP                      | tất cả                                        |              |             |
| 2022 | KBS                             | You Hee-yeol's Sketchbook | tất cả                                        |              |             |
| 2022 | KBS                             | Problem Child in House    | tất cả trừ Bomi và Naeun                      |              | Tập 166     |
| 2022 | Mnet                            | TMI Show                  | tất cả                                        |              | Tập 2       |
| 2022 |                                 | Apinkation                | tất cả                                        |              |             |